# Shmidt
Shmidt är en udde i Antarktis. Den ligger i Västantarktis. Argentina, Chile och Storbritannien gör anspråk på området.
Terrängen inåt land är varierad. Havet är nära Shmidt åt nordväst. Trakten är glest befolkad. Närmaste befolkade plats är Detaille Island (Base W) /Brit./, 12,4 kilometer nordost om Shmidt. 